# Copa AFC
La Copa AFC (en inglés: AFC Cup) fue una competición internacional anual de fútbol organizada por la Confederación Asiática de Fútbol (AFC). La clasificación a la copa se otorgaba a equipos de países afiliados a la AFC que caían en la categoría de "países en desarrollo" según lo especificado en el "documento de la Visión de Asia" de la confederación. Los equipos de naciones clasificadas como "maduras" participaban en la Liga de Campeones de la AFC, mientras que los de naciones "emergentes" competían en la ya extinta Copa Presidente de la AFC, siendo luego integrados en la Copa AFC.
La Copa AFC se suspendió al final de la temporada 2023-24, siendo reemplazada por la Liga de Campeones 2 y la Liga Desafío, que fueron introducidas como las nuevas competiciones de segundo y tercer nivel en el fútbol asiático.

## Historia
La Copa AFC comenzó en 2004 como una competición de segundo nivel en el sistema de fútbol asiático, complementaria a la Liga de Campeones de la AFC. Este torneo fue diseñado para brindar a los clubes de 14 países en desarrollo, según la clasificación de la AFC, una oportunidad de competir internacionalmente. En su primera edición, participaron 18 equipos de estos países. Los grupos A, B y C incluían equipos de Asia Occidental y Asia Central, mientras que los otros dos grupos estaban formados por equipos del Este y Sudeste Asiático. Los campeones de grupo y los tres mejores equipos clasificados avanzaron a una fase eliminatoria, en la que los enfrentamientos se decidían por sorteo. En esta edición inaugural, el club sirio Al-Jaish se coronó campeón al derrotar a su compatriota Al-Wahda gracias a la regla de goles de visitante.
En 2005, la competencia mantuvo su estructura con 18 equipos de nueve países, permitiendo que cada nación eligiera entre uno o dos representantes. En esta temporada, los equipos sirios dejaron de participar en la Copa AFC para intentar clasificarse en la Liga de Campeones de la AFC, lo que abrió oportunidades para otros equipos. Ese año, el equipo jordano Al-Faisaly venció a Al-Nejmeh de Líbano en la final, marcando el inicio de una época dorada para los clubes jordanos, quienes ganaron las siguientes dos ediciones del torneo. En esos años, Baréin también comenzó a participar en la Copa, mientras que Bangladés fue relegado a la Copa Presidente de la AFC, una competición de tercer nivel que se mantuvo hasta su abolición en 2014.
En 2008, el club bahreiní Al-Muharraq rompió la hegemonía jordana y se coronó campeón en la última final disputada a doble partido. A partir de entonces, la Copa AFC adoptó el formato de final única, un sistema que continuó en las ediciones siguientes.
El 23 de diciembre de 2022, la AFC anunció una reestructuración de sus competiciones continentales a partir de la temporada 2024-25. Bajo el nuevo sistema, la Copa AFC sería descontinuada y reemplazada por un nuevo torneo de segundo nivel llamado Liga de Campeones 2 de la AFC. Además, se introdujo una nueva competición de tercer nivel, la Liga Desafío de la AFC, diseñada para ampliar las oportunidades de competencia internacional entre los clubes de Asia en diferentes niveles.

## Sistema de competición
La segunda competición de la AFC, la Copa AFC, experimentó cambios significativos en su formato a partir de la edición 2014:
- Un total de 32 equipos participaron en la fase de grupos, divididos en 16 equipos del Oeste de Asia y Asia Central, y 16 equipos del Este, Sureste y Sur de Asia.
- Los equipos se distribuyeron en ocho grupos, con cuatro grupos para el bloque occidental y cuatro para el bloque oriental.
- Los dos primeros equipos de cada grupo avanzaban a los octavos de final, que se disputaban en un solo partido.
- Los cuartos de final y las semifinales se jugaban a ida y vuelta.
- La final se jugaba a partido único, normalmente en una sede no neutral, otorgando ventaja de local al equipo con mejor rendimiento en el torneo.
- El campeón de la Copa AFC obtenía un cupo directo para la fase de grupos de la Liga de Campeones de la AFC.

### Distribución
Solo equipos de 27 países de la AFC lograron alcanzar la fase de grupos de la Copa AFC. La tabla a continuación muestra la distribución de los cupos por Asociaciones Miembro a lo largo de los años. Un asterisco (*) indica cuando al menos uno de los equipos fue eliminado en la fase de calificación y no llegó a la fase de grupos. En total, 32 países participaron en la fase de calificación, aunque no todos lograron avanzar a la fase de grupos.
| Asociaciones   | Cupos        | Cupos        | Cupos        | Cupos        | Cupos        | Cupos        | Cupos        | Cupos        | Cupos        | Cupos        | Cupos        | Cupos        | Cupos        |
| Asociaciones   | 2004         | 2005         | 2006         | 2007         | 2008         | 2009         | 2010         | 2011         | 2012         | 2013         | 2014         | 2015         | 2016         |
| Este de Asia   | Este de Asia | Este de Asia | Este de Asia | Este de Asia | Este de Asia | Este de Asia | Este de Asia | Este de Asia | Este de Asia | Este de Asia | Este de Asia | Este de Asia | Este de Asia |
| -------------- | ------------ | ------------ | ------------ | ------------ | ------------ | ------------ | ------------ | ------------ | ------------ | ------------ | ------------ | ------------ | ------------ |
| Bangladés      | 1            | 2            | 2            | 0            | 0            | 0            | 0            | 0            | 0            | 0            | 0            | 0*           | 1            |
| Birmania       | 0            | 0            | 0            | 0            | 0            | 0            | 0            | 0            | 2            | 2            | 2            | 2            | 2            |
| Bután          | 0            | 0            | 0            | 0            | 0            | 0            | 0            | 0            | 0            | 0            | 0            | 0            | 0*           |
| Filipinas      | 0            | 0            | 0            | 0            | 0            | 0            | 0            | 0            | 0            | 0            | 0            | 1*           | 2            |
| Hong Kong      | 1            | 2            | 2            | 2            | 2            | 2            | 2            | 2            | 2            | 2            | 2            | 2            | 2            |
| India          | 2            | 2            | 1            | 2            | 2            | 2            | 2            | 2            | 2            | 2            | 2            | 2            | 2            |
| Indonesia      | 0            | 0            | 0            | 0            | 0            | 1            | 2            | 2            | 1            | 2            | 2            | 2            | 0            |
| Laos           | 0            | 0            | 0            | 0            | 0            | 0            | 0            | 0            | 0            | 0            | 0            | 1            | 1            |
| Malasia        | 2            | 2            | 2            | 2            | 2            | 2            | 1            | 0            | 2            | 2            | 2            | 2            | 2            |
| Maldivas       | 2            | 2            | 2            | 2            | 2            | 2            | 2            | 2            | 1*           | 2            | 2            | 2            | 2            |
| Pakistán       | 0            | 0            | 0            | 0            | 0            | 0            | 0            | 0            | 0            | 0            | 0            | 0            | 0            |
| Singapur       | 2            | 2            | 2            | 2            | 2            | 1            | 1            | 1            | 2            | 2            | 2            | 2            | 2            |
| Tailandia      | 0            | 0            | 0            | 1            | 0            | 2            | 2            | 2            | 1            | 0            | 0            | 0            | 0            |
| Vietnam        | 0            | 0            | 0            | 1            | 0            | 2            | 2            | 2            | 2            | 2            | 2            | 0            | 0            |
| Total          | 10           | 10           | 11           | 12           | 10           | 14           | 14           | 13           | 15           | 16           | 16           | 16           | 16           |
| Oeste de Asia  |              |              |              |              |              |              |              |              |              |              |              |              |              |
| Arabia Saudita | 0            | 0            | 0            | 0            | 0            | 0            | 0            | 0            | 1            | 0            | 0            | 0            | 0            |
| Baréin         | 0            | 0            | 1            | 1            | 2            | 2            | 1            | 0            | 0            | 1            | 2            | 2            | 2            |
| Iraq           | 0            | 0            | 0            | 0            | 0            | 2            | 0            | 3            | 2            | 2            | 2            | 2            | 2            |
| Jordania       | 0            | 2            | 2            | 3            | 2            | 2            | 2            | 2            | 2            | 2            | 2            | 2            | 2            |
| Kuwait         | 0            | 0            | 0            | 0            | 0            | 2            | 3            | 3            | 3            | 2            | 2            | 2            | 0            |
| Kirguistán     | 0            | 0            | 0            | 0            | 0            | 0            | 0            | 0            | 0            | 0            | 1            | 0*           | 0*           |
| Líbano         | 2            | 2            | 2            | 2            | 2            | 3            | 2            | 2            | 2            | 2            | 2            | 2            | 2            |
| Omán           | 1            | 0            | 1            | 2            | 2            | 2            | 2            | 2            | 2            | 2            | 2            | 1*           | 2            |
| Palestina      | 0            | 0            | 0            | 0            | 0            | 0            | 0            | 0            | 0            | 0            | 0*           | 1*           | 2            |
| Catar          | 0            | 0            | 0            | 0            | 0            | 0            | 1            | 0            | 0            | 0            | 0            | 0            | 0            |
| Siria          | 2            | 0            | 0            | 0            | 0            | 2            | 3            | 3            | 2            | 1*           | 2            | 2            | 2            |
| Tayikistán     | 0            | 0            | 0            | 0            | 0            | 0            | 0            | 0            | 0            | 2            | 1            | 1*           | 1*           |
| Turkmenistán   | 2            | 2            | 2            | 2            | 0            | 0            | 0            | 0            | 0            | 0            | 0            | 1*           | 1*           |
| Uzbekistán     | 0            | 0            | 0            | 0            | 0            | 1            | 1            | 2            | 1            | 0            | 0            | 0            | 0            |
| Yemen          | 1            | 0            | 0            | 2            | 2            | 2            | 2            | 2            | 2            | 2            | 0*           | 0*           | 0            |
| Total          | 8            | 8            | 8            | 12           | 10           | 18           | 17           | 19           | 17           | 16           | 16           | 16           | 16           |
| Total          |              |              |              |              |              |              |              |              |              |              |              |              |              |
| Fase de grupo  | 18           | 18           | 19           | 24           | 20           | 32           | 31           | 32           | 32           | 32           | 32           | 32           | 32           |
| Calificación   | 18           | 18           | 19           | 24           | 20           | 32           | 31           | 32           | 33           | 33           | 34           | 41           | 40           |

## Historial
| Copa AFC | Copa AFC                                   | Copa AFC                                   | Copa AFC                                   | Copa AFC                                                                                       |
| Temp.    | Campeón                                    | Resultado                                  | Subcampeón                                 | Notas                                                                                          |
| -------- | ------------------------------------------ | ------------------------------------------ | ------------------------------------------ | ---------------------------------------------------------------------------------------------- |
| 2004     | Al-Jaish                                   | 2 - 3 , 1 - 0                              | Al Wahda                                   | Primera final entre equipos del mismo país                                                     |
| 2005     | Al Faisaly                                 | 1 - 0 , 3 - 2                              | Al Nejmeh                                  |                                                                                                |
| 2006     | Al Faisaly                                 | 3 - 0 , 2 - 4                              | Al Muharraq                                | Primera defensa del título. Récord de campeonatos consecutivos                                 |
| 2007     | Shabab Al Ordon                            | 1 - 1 , 1 - 1 (3 - 1 pen.)                 | Al Faisaly                                 | Segunda final entre equipos del mismo país. Primera final decidida por lanzamientos de penalti |
| 2008     | Al Muharraq                                | 5 - 1 , 5 - 4                              | Safa Beirut                                |                                                                                                |
| 2009     | Al Kuwait                                  | 2 - 1                                      | Al Karamah                                 | Instauración de final a partido único. Primer equipo campeón en su propio estadio.             |
| 2010     | Al-Ittihad                                 | 1 - 1 (4 - 2 pen.)                         | Qadsia                                     |                                                                                                |
| 2011     | Nasaf Qarshi                               | 2 - 1                                      | Al Kuwait                                  |                                                                                                |
| 2012     | Al Kuwait                                  | 4 - 0                                      | Arbil                                      | Final más goleadora                                                                            |
| 2013     | Al Kuwait                                  | 2 - 0                                      | Qadsia                                     | Tercera final entre equipos del mismo país                                                     |
| 2014     | Qadsia                                     | 0 - 0 (4 - 2 pen.)                         | Arbil                                      |                                                                                                |
| 2015     | Johor Darul Takzim                         | 1 - 0                                      | Istiklol Dushanbe                          |                                                                                                |
| 2016     | Al Quwa Al Jawiya                          | 1 - 0                                      | Bengaluru                                  |                                                                                                |
| 2017     | Al Quwa Al Jawiya                          | 1 - 0                                      | Istiklol Dushanbe                          |                                                                                                |
| 2018     | Al Quwa Al Jawiya                          | 2 - 0                                      | Altyn Asyr                                 | Récord de campeonatos consecutivos                                                             |
| 2019     | Al Ahed                                    | 1 - 0                                      | April 25                                   |                                                                                                |
| 2020     | Cancelado debido a la pandemia de COVID-19 | Cancelado debido a la pandemia de COVID-19 | Cancelado debido a la pandemia de COVID-19 | Cancelado debido a la pandemia de COVID-19                                                     |
| 2021     | Al Muharraq                                | 3 - 0                                      | Nasaf Qarshi                               | Segundo equipo campeón en su propio estadio.                                                   |
| 2022     | Al-Seeb                                    | 3 - 0                                      | Kuala Lumpur City                          |                                                                                                |
| 2023-24  | Central Coast Mariners F. C.               | 1 - 0                                      | Al Ahed                                    |                                                                                                |

Nota: pen. = Penaltis; des. = Partido de desempate; pro. = prórroga.

## Palmarés

### Títulos por equipo
| Equipo                       | País            | Títulos | Subtítulos | Años campeón     |
| ---------------------------- | --------------- | ------- | ---------- | ---------------- |
| Al Kuwait                    | Kuwait          | 3       | 1          | 2009, 2012, 2013 |
| Al-Quwa Al-Jawiya            | Irak            | 3       | -          | 2016, 2017, 2018 |
| Al-Faisaly                   | Jordania        | 2       | 1          | 2005, 2006       |
| Al Muharraq                  | Baréin          | 2       | 1          | 2008, 2021       |
| Qadsia                       | Kuwait          | 1       | 2          | 2014             |
| Nasaf Qarshi                 | Uzbekistán      | 1       | 1          | 2011             |
| Al Ahed                      | Líbano          | 1       | 1          | 2019             |
| Shabab Al Ordon              | Jordania        | 1       | -          | 2007             |
| Al-Ittihad (Aleppo)          | Siria           | 1       | -          | 2010             |
| Al-Jaish                     | Siria           | 1       | -          | 2004             |
| Johor Darul Takzim           | Malasia         | 1       | -          | 2015             |
| Al-Seeb                      | Omán            | 1       | -          | 2022             |
| Central Coast Mariners F. C. | Australia       | 1       | -          | 2024             |
| Arbil                        | Irak            | -       | 2          | -----            |
| Istiklol Dushanbe            | Tayikistán      | -       | 2          | -----            |
| Al-Nejmeh                    | Líbano          | -       | 1          | -----            |
| Safa Beirut                  | Líbano          | -       | 1          | -----            |
| Al-Wahda (Damasco)           | Siria           | -       | 1          | -----            |
| Al Karamah                   | Siria           | -       | 1          | -----            |
| Bengaluru                    | India           | -       | 1          | -----            |
| Altyn Asyr                   | Turkmenistán    | -       | 1          | -----            |
| April 25                     | Corea del Norte | -       | 1          | -----            |
| Kuala Lumpur City            | Malasia         | -       | 1          | -----            |

### Títulos por país
| País            | Títulos | Subtítulos |
| --------------- | ------- | ---------- |
| Kuwait          | 4       | 3          |
| Irak            | 3       | 2          |
| Jordania        | 3       | 1          |
| Siria           | 2       | 2          |
| Baréin          | 2       | 1          |
| Líbano          | 1       | 3          |
| Uzbekistán      | 1       | 1          |
| Malasia         | 1       | 1          |
| Omán            | 1       | -          |
| Australia       | 1       | -          |
| Tayikistán      | -       | 2          |
| India           | -       | 1          |
| Turkmenistán    | -       | 1          |
| Corea del Norte | -       | 1          |

### Goleadores por edición
| Año     | Jugador                                                          | Equipo                                     | Goles |
| ------- | ---------------------------------------------------------------- | ------------------------------------------ | ----- |
| 2004    | Indra Sahdan Daud Egmar Goncalves                                | Home United                                | 7     |
| 2005    | Moayad Mansour                                                   | Al-Faisaly                                 | 9     |
| 2006    | Mahmoud Shelbaieh                                                | Al Wahdat                                  | 8     |
| 2007    | Mohammed Ghaddar Odai Al-Saify                                   | Al Nejmeh Shabab Al-Ordon                  | 5     |
| 2008    | Rico                                                             | Al-Muharraq                                | 19    |
| 2009    | Robert Akaruye Mohamad Hamwi Jehad Al Hussain Huỳnh Kesley Alves | Busaiteen Al-Karamah Al-Kuwait Bình Duong  | 8     |
| 2010    | Afonso Alves                                                     | Al-Rayyan                                  | 9     |
| 2011    | Ivan Bošković                                                    | Nasaf Qarshi                               | 10    |
| 2012    | Amjad Radhi Raja Rafe                                            | Arbil Al-Shorta                            | 12    |
| 2013    | Issam Jemâa                                                      | Al Kuwait                                  | 16    |
| 2014    | Juan Belencoso                                                   | Kitchee                                    | 11    |
| 2015    | Daniel McBreen Riste Naumov                                      | South China Ayeyawady United               | 8     |
| 2016    | Hammadi Ahmad                                                    | Al-Quwa Al-Jawiya                          | 16    |
| 2017    | Kim Yu-song                                                      | 4.25 Sports Club                           | 9     |
| 2018    | An Il-bom                                                        | 4.25 Sports Club                           | 12    |
| 2019    | Bienvenido Marañón                                               | Ceres FC                                   | 10    |
| 2021    | Khusayin Norchaev                                                | Nasaf Qarshi                               | 7     |
| 2022    | Paulo Josué Pedro Paulo Jasur Hasanov                            | Kuala Lumpur City Viettel Sogdiana Jizzakh | 5     |
| 2023-24 | Marco Túlio                                                      | Central Coast Mariners F. C.               | 8     |